# Nejvyšší hory Utahu

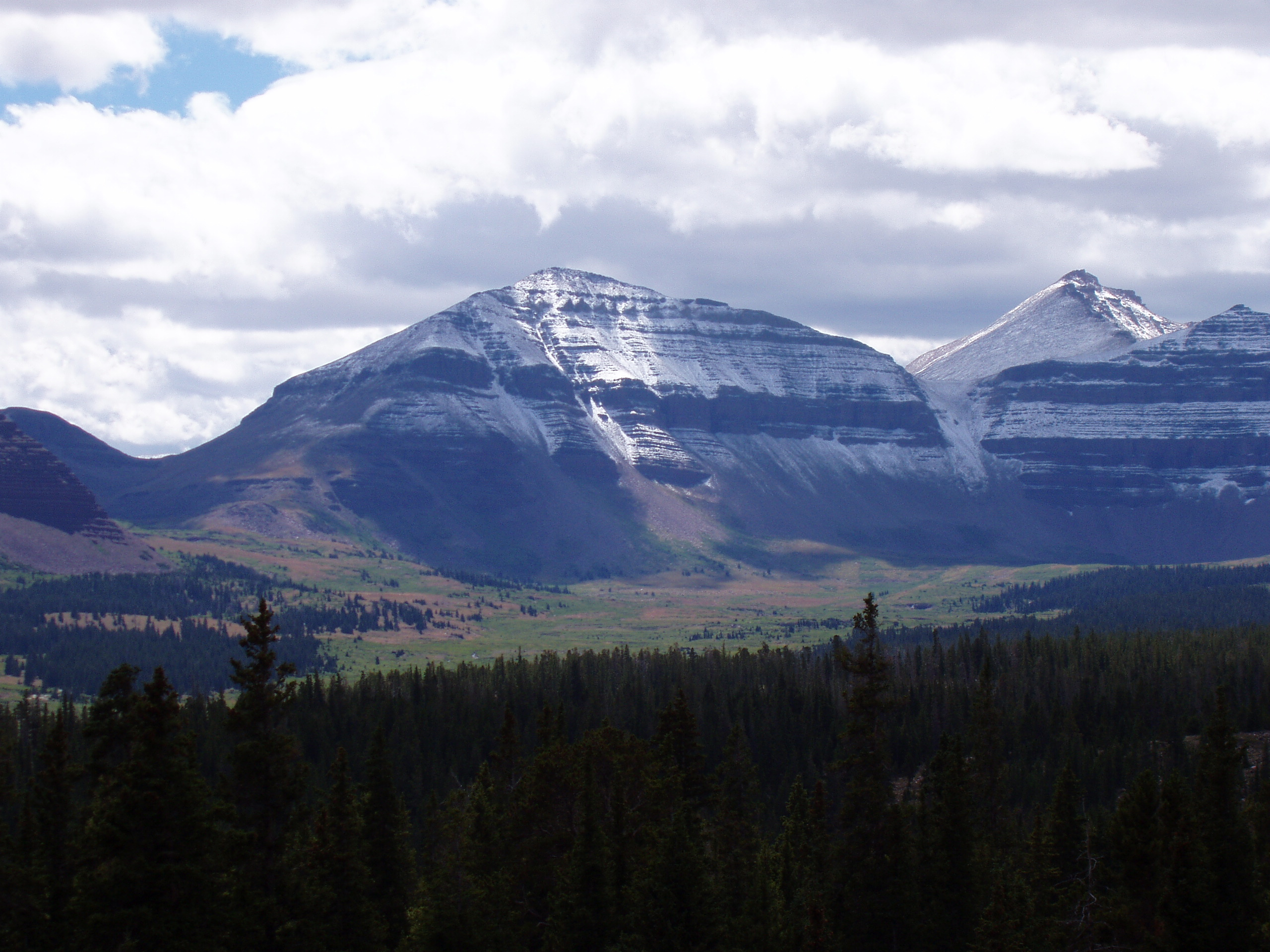
Kings Peak, nejvyšší hora Utahu

Nejvyšší hory Utahu. Na většině území Utahu se rozkládají horská pásma Skalnatých hor. Do západní části státu zasahují hřbety a mezihorské pánve Velké pánve. Na jihovýchodě leží Koloradská plošina. Na severu a ve střední části prochází středem území od severu k jihu nejrozlehlejší horské pásmo Utahu Wasatch Range. Na severovýchodě kolmo na toto pohoří od západu k východu navazuje nejvyšší pohoří Utahu Uinta Mountains.
Většina nejvyšších hor Utahu leží v tomto pohoří. Nejvyšší horou Utahu je Kings Peak (4 123 m).
Na jihu Utahu leží řada rozlohou menších horských pásem, která však výškou dosahují nebo převyšují 3 500 m. Na jihovýchodě leží druhé nejvyšší horské pásmo Utahu La Sal Mountains. Třináct horských vrcholů (s prominencí vyšší než 100 metrů) má nadmořskou výšku přes 4 000 metrů.

## 10 nejvyšších hor Utahu

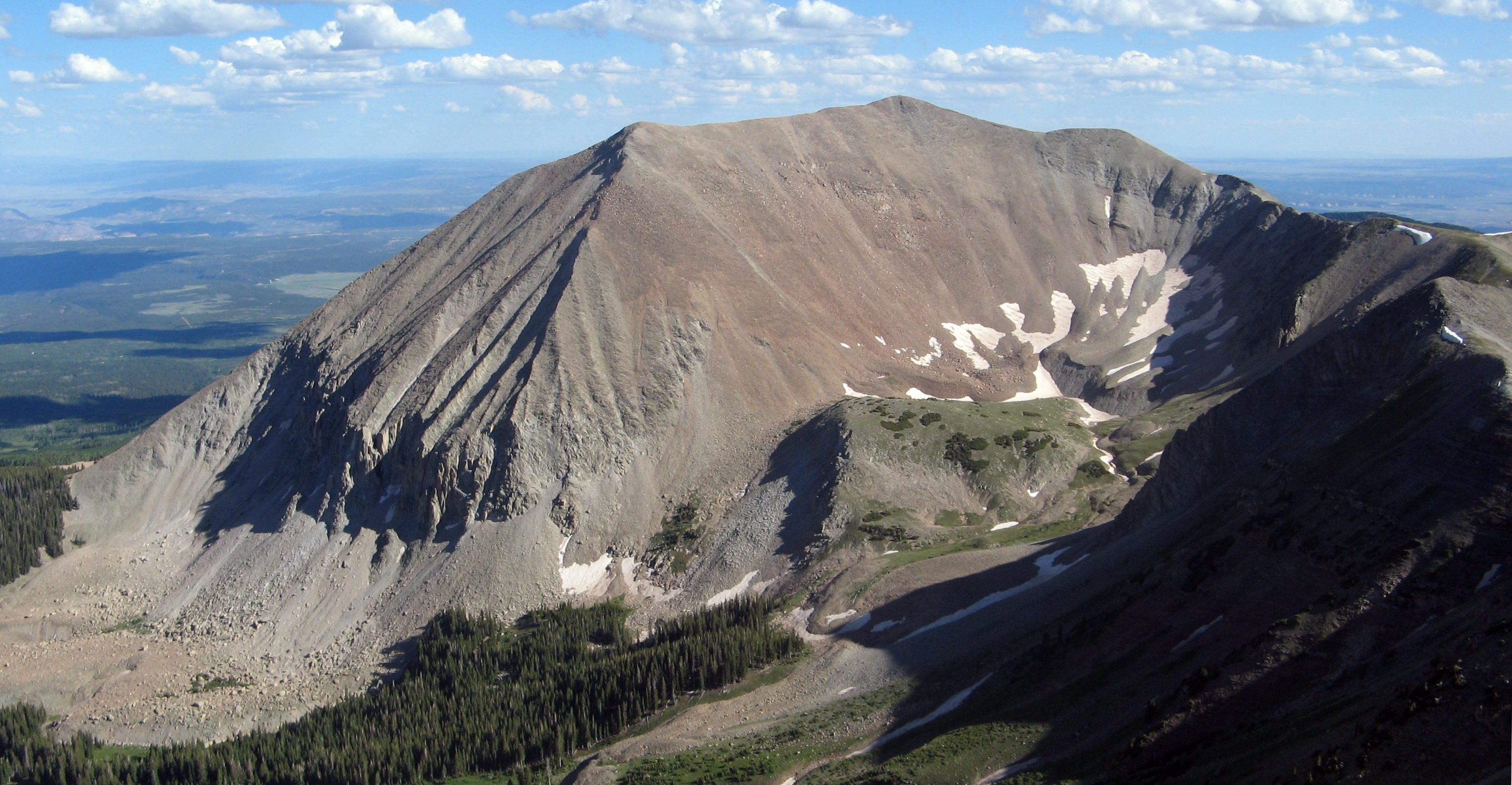
Mount Peale, La Sal Mountains

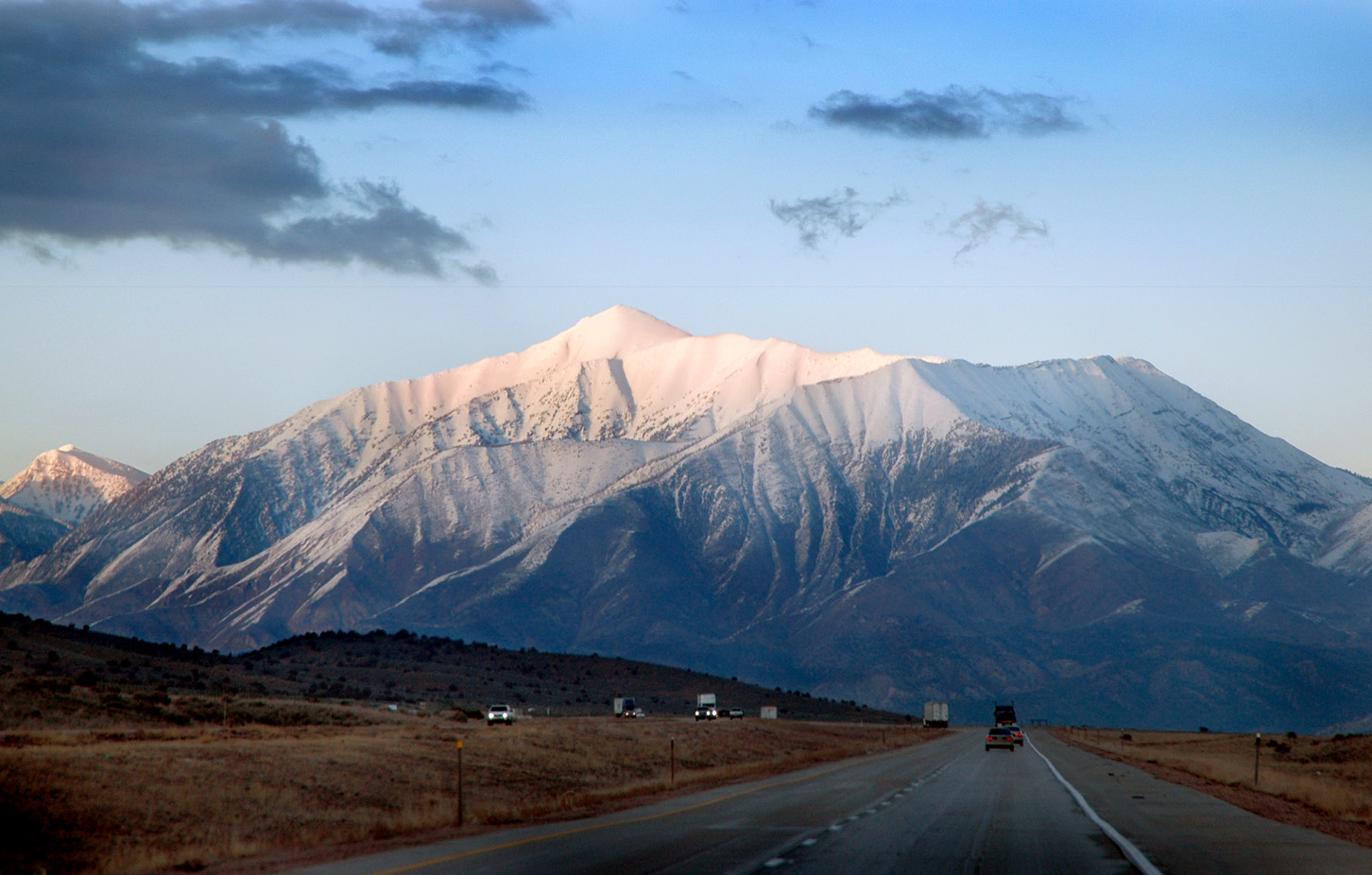
Mount Nebo, Wasatch Range

Ve výčtu hor jsou zastoupeny pouze vrcholy s prominencí vyšší než 500 metrů.
|    | Vrchol            | Pohoří            | Výška (m) | Prominence (m) | Izolace (km) |
| -- | ----------------- | ----------------- | --------- | -------------- | ------------ |
| 1  | Kings Peak        | Uinta Mountains   | 4 123     | 1 935          | 268          |
| 2  | Mount Peale       | La Sal Mountains  | 3 877     | 1 878          | 117,1        |
| 3  | Mount Waas        | La Sal Mountains  | 3 758     | 546            | 8,3          |
| 4  | Delano Peak       | Tushar Mountains  | 3 709     | 1 429          | 180,5        |
| 5  | Ibapah Peak       | Deep Creek Range  | 3 684     | 1 599          | 98,5         |
| 6  | Bald Mountain     | Uinta Mountains   | 3 642     | 562            | 6,5          |
| 7  | Mount Nebo        | Wasatch Range     | 3 637     | 1 673          | 121,6        |
| 8  | South Mountain    | La Sal Mountains  | 3 602     | 505            | 4            |
| 9  | Mount Timpanogos  | Wasatch Range     | 3 571     | 1 606          | 63,8         |
| 10 | Fish Lake Hightop | Fish Lake Plateau | 3 546     | 1 266          | 57,1         |

## 5 vrcholů s nejvyšší prominencí

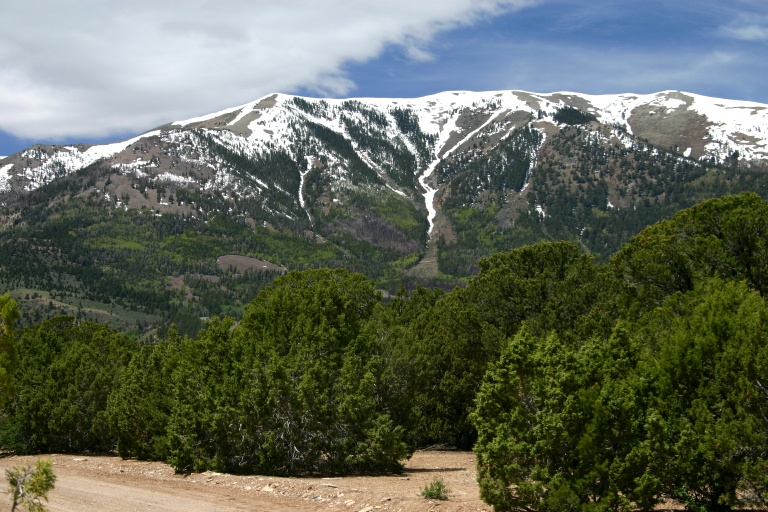
Mount Ellen, Henry Mountains

|   | Vrchol       | Pohoří              | Výška (m) | Prominence (m) | Izolace (km) |
| - | ------------ | ------------------- | --------- | -------------- | ------------ |
| 1 | Kings Peak   | Uinta Mountains     | 4 123     | 1 935          | 268          |
| 2 | Mount Peale  | La Sal Mountains    | 3 877     | 1 878          | 117,1        |
| 3 | Mount Ellen  | Henry Mountains     | 3 513     | 1 787          | 90,2         |
| 4 | Deseret Peak | Stansbury Mountains | 3 364     | 1 772          | 74           |
| 5 | Mount Nebo   | Wasatch Range       | 3 637     | 1 679          | 121,6        |

## 10 nejvyšších hor Utahu s prominencí vyšší než 100 metrů

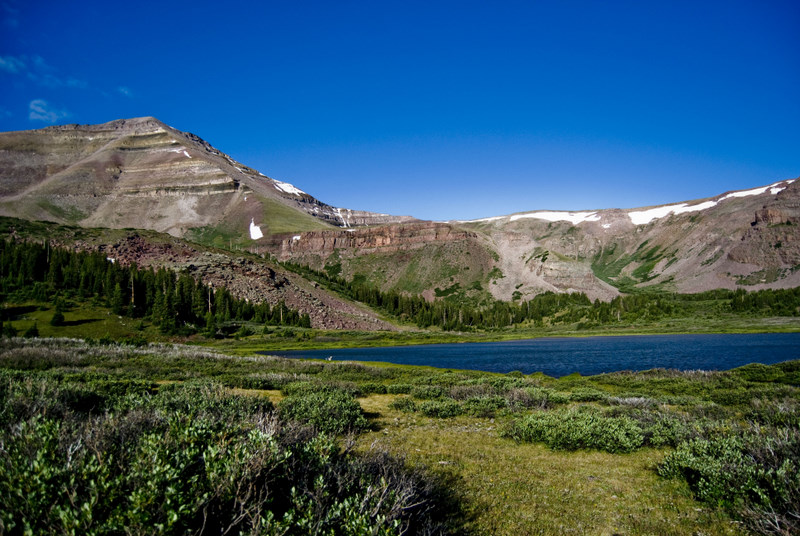
Gilbert Peak, Uinta Mountains

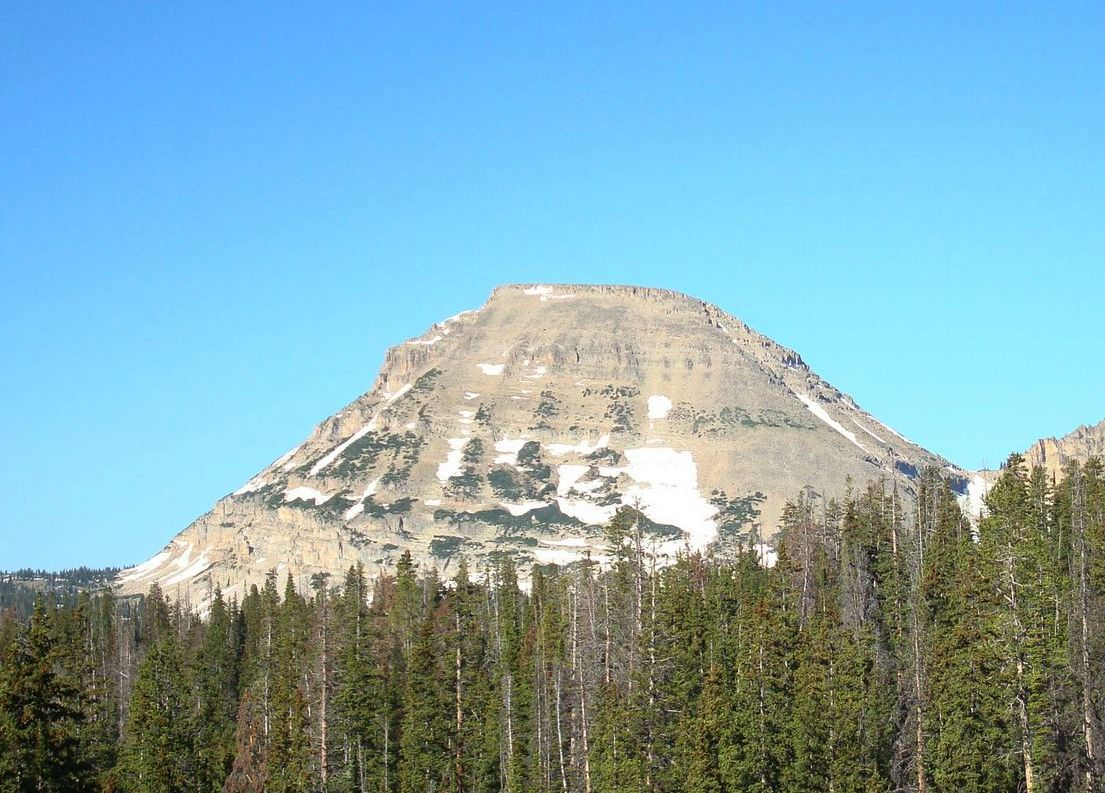
Bald Mountain, Uinta Mountains

Ve výčtu hor jsou zastoupeny pouze vrcholy s prominencí vyšší než 100 metrů.
|    | Vrchol           | Pohoří          | Výška (m) | Prominence (m) | Izolace (km) |
| -- | ---------------- | --------------- | --------- | -------------- | ------------ |
| 1  | Kings Peak       | Uinta Mountains | 4 123     | 1 935          | 268          |
| 2  | South Kings Peak | Uinta Mountains | 4 118     | 107            | 1,2          |
| 3  | Gilbert Peak     | Uinta Mountains | 4 097     | 474            | 5,9          |
| 4  | Mount Emmons     | Uinta Mountains | 4 097     | 284            | 8,7          |
| 5  | Painter Peak     | Uinta Mountains | 4 080     | 100            | 2,1          |
| 6  | Roberts Peak     | Uinta Mountains | 4 050     | 166            | 2,5          |
| 7  | Gunsight Peak    | Uinta Mountains | 4 043     | 195            | 2,2          |
| 8  | Trail Rider Peak | Uinta Mountains | 4 038     | 111            | 1,1          |
| 9  | Henrys Fork Peak | Uinta Mountains | 4 036     | 159            | 1,7          |
| 10 | Mount Lovenia    | Uinta Mountains | 4 029     | 445            | 18,7         |